# Álvaro Parente
Álvaro Parente (Porto, 4 ottobre 1984) è un pilota automobilistico portoghese.

## Carriera
Dopo aver vinto la Karting European Junior Championship nel 1998, nel 2001 Parente cominciò la sua carriera nell'automobilismo, disputando il campionato spagnolo di Formula 3. Il pilota portoghese continuò a competere nello stesso campionato anche nella stagione successiva, questa volta per il Team Portugal, conquistando una vittoria ed il quarto posto nella classifica finale. Nel 2003 passò alla F3 Euro Series con il Team Ghinzani; tuttavia, il motore Mugen-Honda con cui era equipaggiata la vettura del portoghese si rivelò poco competitiva rispetto al Mercedes e Parente conquistò un solo punto in tutta la stagione; nello stesso anno partecipò anche a due gare della F3 italiana, ottenendo una vittoria, ad una gara nel campionato di F3 inglese (questa volta con il team Carlin) ed al Gran Premio di Macao (sempre con la Carlin). Nel 2004 Parente si accordò con il team Carlin per correre nel campionato inglese di Formula 3, nel quale conquistò una vittoria ed il settimo posto in classifica; prese parte anche alla Marlboro Masters ed al Gran Premio di Macao, senza far segnare risultati di rilievo. Rimasto al team Team Carlin anche per la stagione successiva, Parente vinse il campionato di Formula 3 inglese, ottenendo undici vittorie; questo risultato lo rese il principale rappresentante dell'A1 Team Portugal per la nuova A1 Grand Prix. Nel 2006 Parente passò alla World Series by Renault con il team italiano Victory Engineering e dopo cinque gare ottenne la prima vittoria, sul Circuito di Istanbul; nel prosieguo della stagione il portoghese vinse altre due gare, al Nürburgring e a Barcellona, finendo il campionato in quinta posizione. Non essendo riuscito a trovare un volante in GP2 per il campionato 2007, a causa della mancanza di sponsor, Parente rimase nella World Series by Renault, accordandosi con il team francese Tech 1 Racing alla vigilia dei test pre-stagionali; Parente ottenne tre piazzamenti sul podio e due vittorie, vincendo il campionato davanti all'inglese Ben Hanley. Come premio per la vittoria del campionato nel gennaio 2008 la Renault offrì a Parente la possibilità di effettuare un test con una vettura di Formula 1, sul Circuito di Jerez de la Frontera. Nel 2008 Parente si trasferì nel campionato GP2, con il team Super Nova; il pilota portoghese dominò la gara di debutto a Barcellona, diventando così il primo pilota della sua nazione a vincere una gara di GP2; tuttavia il resto della stagione fu difficile e nonostante tre podi Parente concluse il campionato solo in ottava posizione. Nel 2009 Parente ha firmato un contratto con il team portoghese Ocean Racing Technology; dopo un avvio di stagione molto difficile, che ha visto il portoghese sempre fuori dai punti nelle prime quattro gare, Parente ha ottenuto un secondo posto nella gara sprint in Germania, vincendo poi la gara principale a Spa Francorchamps. Ha chiuso il campionato nella stessa posizione della stagione precedente, conquistando quattro punti in meno. Per il campionato 2010 di Formula 1 era stato indicato collaudatore della Virgin, ma successivamente, non potendo garantire la copertura finanziaria prevista, ha perduto questa qualifica; successivamente ha corso in Belgio e in Italia con la Coloni al posto di Alberto Valerio. Nel 2011 è stato ingaggiato dalla Racing Engineering con la quale corre a Barcellona e a Monaco dove sostituisce l'infortunato Christian Vietoris. Dall'evento di Valencia a quello del Nürburgring, e in quello di Monza, ha corso con la Carlin al posto di Oliver Turvey.
Nel 2012 Parente si trasferisce al campionato FIA GT con l'Hexis Racing; 
United Autosports 1-3 Von Ryan Racing 4
con la scuderia francese disputa anche la sesta gara del campionato Blancpain Endurance Series l'anno successivo, mentre nel 2014 passa all'ART Grand Prix.

## Risultati in GP2
I risultati in grassetto indicano la pole position mentre quelli in corsivo indicano il giro più veloce in gara.
| Anno | Squadra                 | 1       | 2      | 3       | 4       | 5       | 6      | 7       | 8       | 9      | 10      | 11     | 12      | 13     | 14      | 15     | 16      | 17     | 18      | 19      | 20     | Punti | Pos. |
| ---- | ----------------------- | ------- | ------ | ------- | ------- | ------- | ------ | ------- | ------- | ------ | ------- | ------ | ------- | ------ | ------- | ------ | ------- | ------ | ------- | ------- | ------ | ----- | ---- |
| 2008 | Super Nova Racing       | ESP 1   | ESP 7  | TUR Rit | TUR 8   | MON 5   | MON 3  | FRA 9   | FRA Rit | GBR 16 | GBR Rit | GER 3  | GER 6   | HUN 16 | HUN Rit | EUR 16 | EUR Rit | BEL 2  | BEL Rit | ITA Rit | ITA 12 | 34    | 8º   |
| 2009 | Ocean Racing Technology | ESP Rit | ESP 11 | MON Rit | MON Rit | TUR Rit | TUR 10 | GBR Rit | GBR 11  | GER 6  | GER 2   | HUN 9  | HUN 6   | EUR 4  | EUR Rit | BEL 1  | BEL Rit | ITA 11 | ITA Rit | ALG Rit | ALG 4  | 30    | 8º   |
| 2010 | Scuderia Coloni         | ESP     | ESP    | MON     | MON     | TUR     | TUR    | VAL     | VAL     | GBR    | GBR     | GER    | GER     | HUN    | HUN     | BEL 2  | BEL 3   | ITA 12 | ITA 9   |         |        | 13    | 15º  |
| 2011 | Racing Engineering      | TUR     | TUR    | ESP 11  | ESP 7   | MON 2   | MON 16 |         |         |        |         |        |         |        |         |        |         |        |         |         |        | 8     | 16º  |
| 2011 | Carlin                  |         |        |         |         |         |        | VAL Rit | VAL 18  | GBR 9  | GBR 9   | GER 20 | GER Rit | HUN    | HUN     | BEL    | BEL     | ITA 12 | ITA 12  |         |        | 8     | 16º  |